# The Revolution Starts...Now.
The Revolution Starts ... Now is een studioalbum van de Amerikaanse singer/songwriter Steve Earle en zijn band The Dukes. Dit album dateert uit 2004 en is een van de drie albums waarvoor hij een Grammy Award heeft ontvangen. 
Steve Earle is erg betrokken bij politiek en samenleving en hij heeft duidelijke (expliciete, linkse) standpunten. Het album The Revolution Starts ... Now gaat vooral over de Irakoorlog en het bewind van George W. Bush. Het album begint en eindigt met twee versies van het rocknummer Revolution Starts ... Now. Een aantal nummers gaat over Amerikaanse soldaten in het oorlogsgebied, zoals de countryrocknummers Home to Houston en Rich Man’s War. Het reggae-achtige Condi, Condi is een (cynische) liefdesverklaring aan Condoleezza Rice, de Minister van Buitenlandse Zaken in de regering van George W. Bush. Gringo’s Tale gaat over een deserteur uit het Amerikaanse leger. In de stevige rocksong F the CC ageert Earle tegen Amerikaanse overheidsdiensten zoals FBI en CIA. 

## Tracklist
Alle nummers zijn geschreven door Steve Earle, zowel de teksten als de muziek. 

| Nr. | Titel                              | Duur |
| --- | ---------------------------------- | ---- |
| 1.  | The Revolution Starts ...          | 3:10 |
| 2.  | Home to Houston                    | 2:41 |
| 3.  | Rich Man's War                     | 3:25 |
| 4.  | Warrior                            | 4:11 |
| 5.  | The Gringo's Tale                  | 4:33 |
| 6.  | Condi Condi                        | 3:08 |
| 7.  | F the CC                           | 3:12 |
| 8.  | Comin' Around (met Emmylou Harris) | 3:41 |
| 9.  | I Thought You Should Know          | 3:46 |
| 10. | The Seeker                         | 3:11 |
| 11. | The Revolution Starts Now          | 4:25 |

## Muzikanten
Op dit album wordt meegespeeld door : 
- Bas, zang – Kelley Looney
- Drums, percussie, zang – Will Rigby
- Gitaar, mandola, orgel, mondharmonica, zang - Steve Earle
- Gitaar, zang – Eric "Roscoe" Ambel
- Lichaamspercussie (klappen en roepen) – Bruce Kroenenberg, Dave Kissner, Dave Nokken, “Chief” Dukes
- Percussie – Patrick Earle
- Zang – Emmylou Harris (Comin’ Around)
- Arrangement voor strijkkwartet van The Gringo’s Tale – Chris Carmichael; strijkkwartet bestaande uit David Angell, Edward Henry (viool), Chris Carmichael (altviool) en David Henry (cello)

## Productie
Het album is geproduceerd door de Twangtrust (Steve Earle en zijn vaste producer Ray Kennedy). Die heeft ook albums geproduceerd van Joan Baez, Solomon Burke, John Prine, John Hiatt, Willie Nelson en veel andere prominente artiesten. Ray Kennedy heeft dit album ook opgenomen en gemixt, met assistentie van Patrick Earle. Het album is gemasterd door Jim DeMain. Het is opgenomen in de Room and Board Recording Studio in Nashville (Tennessee). 

## Waardering
Steve Earl ontving in 2004 een Grammy Award (voor het beste hedendaagse folkalbum) en een nominatie voor de beste mannelijke rocksolist. 
Dit album bereikte # 89 in de Billboard Album 200. 
De Amerikaanse site AllMusic waardeerde dit album met drie en een halve ster (het maximum is vijf). 
Dit album is verschenen op cd en lp. De discografie is te raadplegen op Discogs en AllMusic (zie bronnen en referenties).